# Louis Garrel
Louis Garrel, född 14 juni 1983 i Paris, är en fransk skådespelare och filmregissör.
Han är son till filmskaparen Philippe Garrel och skådespelerskan Brigitte Sy. Hans syster är skådespelerskan Esther Garrel.

## Karriär
Garrel slog igenom 2003 i Bernardo Bertoluccis Dreamers. År 2005 fick han Césarpriset för bästa nykomling för huvudrollen i Philippe Garrels Les Amants réguliers. Han har medverkat i de flesta av sin fars filmer sedan dess. Han är även förknippad med regissören Christophe Honoré som har använt honom i ett flertal huvudroller.

## Filmer i urval
- Dreamers (2003)
- Min mor (2004)
- Les Amants réguliers (2005)
- I skuggan av Paris (2006)
- Les chansons d'amour (2007)
- Skådespelerskor (2007)
- La Belle personne (2008)
- La Frontière de l'aube (2008)
- Saint Laurent (2014)
- I skuggan av kvinnor (2015)
- Les Deux Amis (2015) – roll, manus och regi
- Förförd (2015)
- Brev från månen (2016)
- Redoubtable (2017)
- 2019 – En officer och spion